# Отс, Георг Карлович
Гео́рг Ка́рлович Отс (эст. Georg Ots; 21 марта 1920, Петроград, РСФСР — 5 сентября 1975, Таллин, Эстонская ССР, СССР) — советский, эстонский певец эстрады, оперы и оперетты (лирический баритон). Народный артист СССР (1960). Лауреат двух Сталинских премий (1950, 1952), Государственной премии СССР (1968) и Государственной премии Эстонской ССР (1975).
Вошёл в составленный в 1999 году по результатам письменного и онлайн-голосования список 100 великих деятелей Эстонии XX века.

## Биография
Родился 21 марта 1920 года в Петрограде (ныне Санкт-Петербург, Россия).
В ходе оптации эстонцев из России в Эстонию на основе соответствующего соглашения между Советской Россией и Эстонской республикой семья Георга Отса переехала в Таллин.
В 1938 году окончил Французский лицей в Таллине.

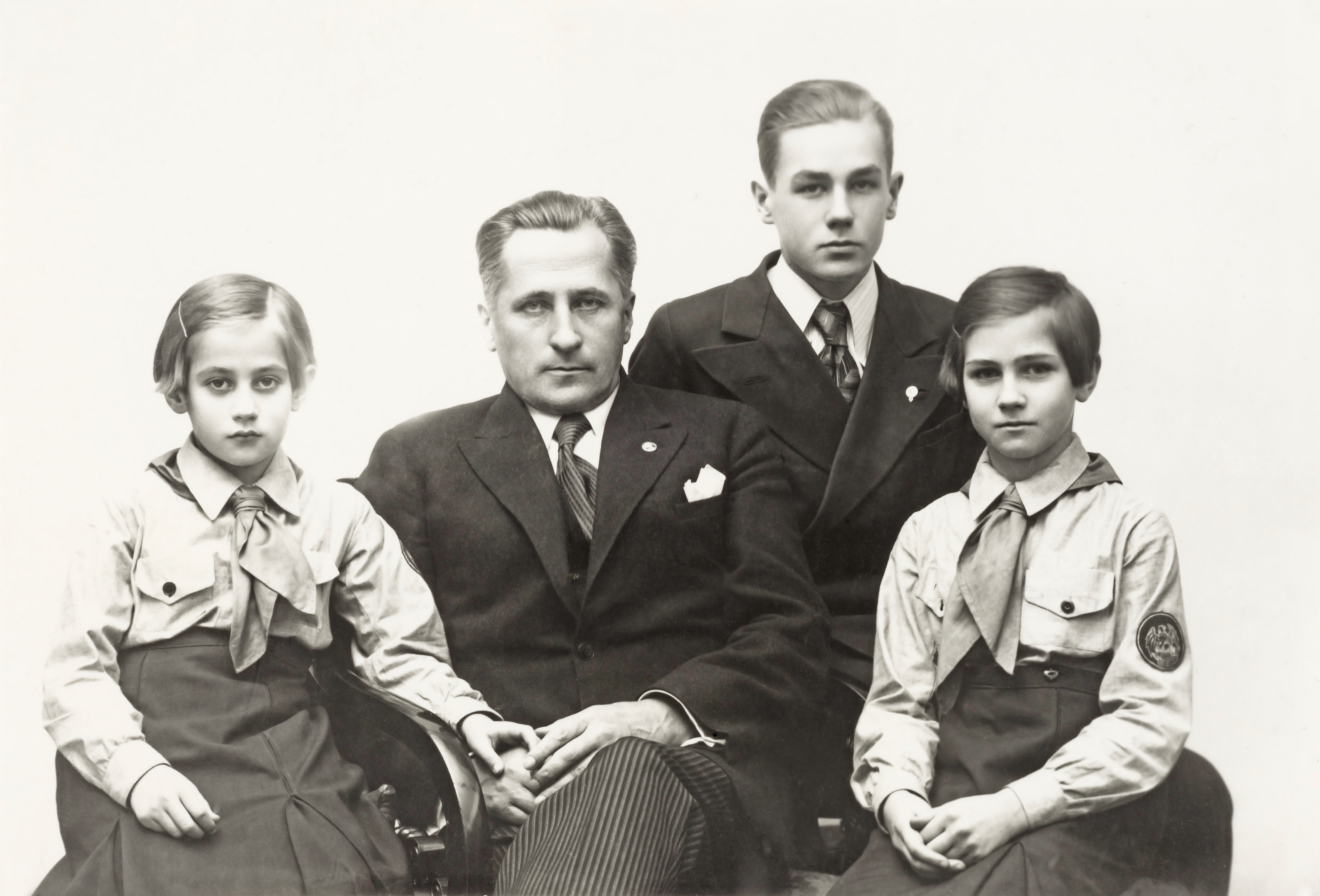
Георг Отс с отцом Карлом Отсом и сёстрами Марет и Тамарой в 1938 году

В 1939 году стал чемпионом Эстонии по плаванию на марафонскую дистанцию 1500 метров, а в 1940 — в эстафете 4х200 метров вольным стилем.
Окончил как офицер военное училище на улице Тонди в Таллине. В 1940 году поступил в Таллинский технический институт, в 1941 году окончил первый курс как архитектор.
В 1941 году был мобилизован в РККА. 18 августа в числе раненых, больных и членов семей советских офицеров отплыл из Таллина на пароходе «Сибирь» в Ленинград для зачисления в армейские части. Вблизи острова Гогланд пароход подвергся немецкой бомбардировке. Как отличный пловец, Георг сумел в течение восьми часов продержаться на воде, и позднее был подобран минным тральщиком. Из Ленинграда поездом прибыл на железнодорожную станцию Зырянка, в двухстах километрах от Челябинска, в 45 км от Кургана. В конце января 1942 года был направлен в воинскую часть командиром противотанкового взвода. На железнодорожной станции Георг Отс встретился с режиссёром Прийтом Пылдроосом, который пригласил его в организуемые в Ярославле эстонские художественные ансамбли, и где он начал профессионально заниматься пением.
В 1944 году Отс поступил в Таллинское музыкальное училище, которое окончил экстерном, всего за два года. В 1951 году окончил Таллинскую консерваторию, класс Тийта Куузика.
С 1944 года — артист хора, с 1945 года — солист Театра оперы и балета «Эстония» (ныне Национальная опера «Эстония»).
Выступал как оперный и эстрадный певец. Исполнял арии из опер, песни советских, западных композиторов. За свою жизнь спел более пятисот песен. Снимался в кинофильмах.
Гастролировал во многих городах СССР и за границей (Финляндия, Швеция, ГДР, Чехословакия, Болгария, Венгрия, Румыния, Монголия, Египет).
В 1951—1952 годах — ректор Таллинской консерватории.
Официально никогда не преподавал в высших музыкальных учебных заведениях, единственный ученик — народный артист России Михаил Алексеевич Чуев (1956—2016).
В 1974 году руководил оперным классом при Таллинской консерватории.
В 1974—1975 годах — председатель Театрального общества Эстонии. Член правления Комитета защиты мира Эстонии и общества «СССР—Финляндия».
Член ВКП(б) с 1946 года. Депутат ВС СССР 9-го созыва.

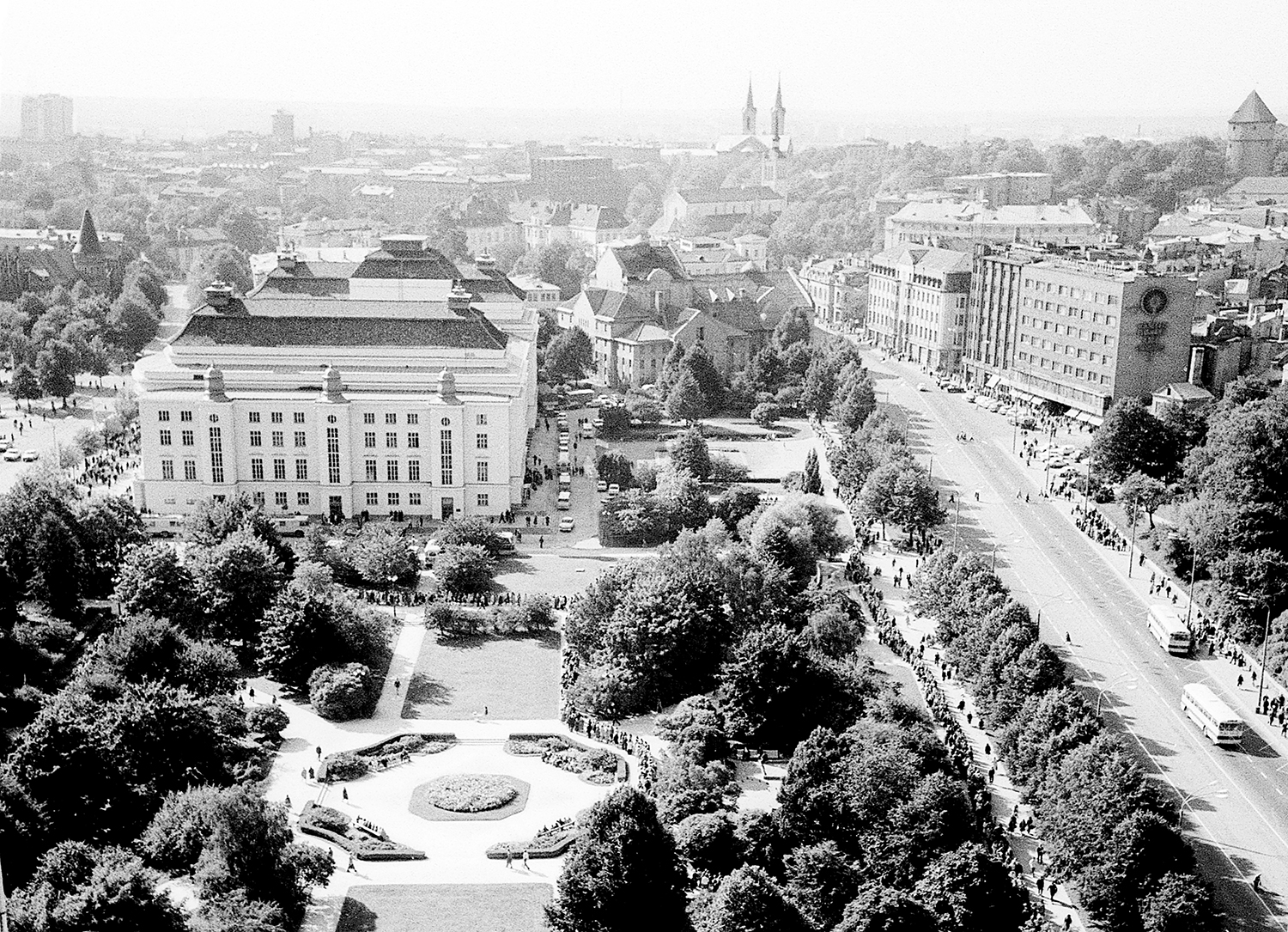
Прощание с Георгом Отсом в Национальной опере «Эстония»

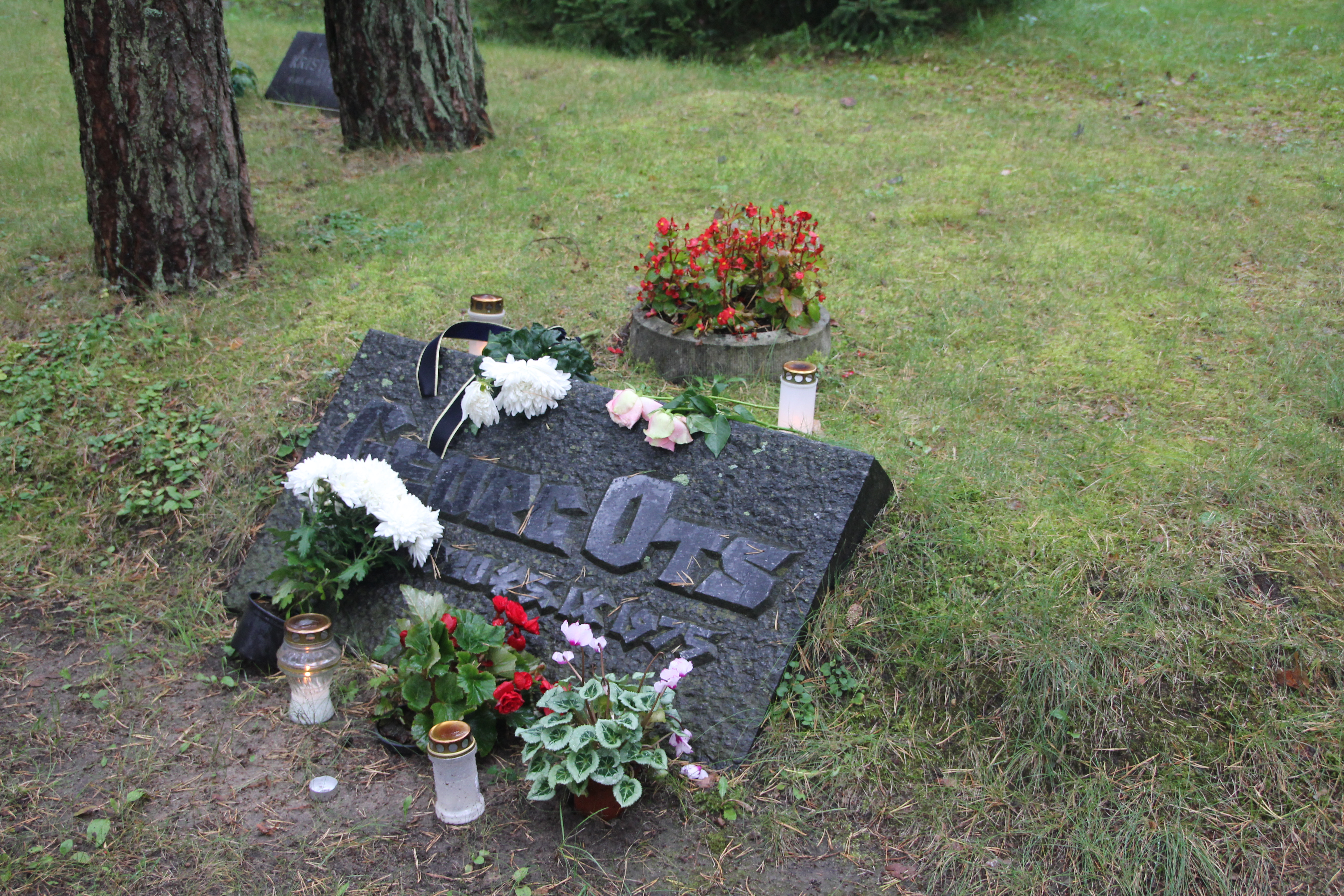
Могила Георга Отса на Лесном кладбище Таллина

В 1972 году у певца обнаружили опухоль мозга. Перенёс восемь операций, ампутацию глаза, однако практически до конца жизни продолжал работать. Чтобы скрыть ампутированный глаз, в последние годы пел и появлялся на публике в тёмных очках.
Умер 5 сентября 1975 года в Таллине. Похоронен на таллинском Лесном кладбище. Могила Георга Отса охраняется государством.

### Семья
- отец — Карл Отс[11] (1882—1961), певец (тенор). Народный артист Эстонской ССР (1957)
- мать — Лидия Отс (Вийкхольм) (1898—1988)
- сестра — Марет Пурде (Отс) (1927—2024), учёный-онколог[16]
- жена (в 1941) — Маргот Отс (Лаане, с 1950 — Хейнсоо) (1922—1997), эмигрировала на запад при наступлении Красной армии
- жена (1944—1964) — Аста Отс[11] (Саар) (1920—2000), балерина театра «Эстония»
  - дети — сын Юло Отс (1944—2003) и дочь Юлле Малкен (Отс) (р. 1947)
- жена (1964—1975) — Илона Отс[11] (Ноор) (р. 1940), манекенщица Таллинского дома мод
  - дочь — Марианн Рандмаа (Отс) (р. 1967)

### Адреса в Санкт-Петербурге
- Большая Пороховская улица, д. 33 (дом не сохранился)

## Награды и звания
- орден «Знак Почёта» (1950)
- заслуженный артист Эстонской ССР (1952)[11]
- орден Трудового Красного Знамени (1956)
- народный артист Эстонской ССР (1957)[11]
- народный артист СССР (1960)[11]
- Сталинская премия[11] второй степени (1950) — за исполнение заглавной партии в оперном спектакле «Евгений Онегин» П. И. Чайковского
- Сталинская премия[11] третьей степени (1952) — за исполнение роли Пауля Рунге в фильме «Свет в Коорди»
- Государственная премия СССР (1968)[11] — за концертные программы 1965—1966 и 1966—1967 годов
- Государственная премия Эстонской ССР (1975)[11]
- орден Ленина (1970)[11]
- Международная премия за развитие и укрепление гуманитарных связей в странах Балтийского региона «Балтийская звезда»[11] (посмертно) (Министерство культуры и массовых коммуникаций РФ, Союз театральных деятелей РФ, комитет по культуре правительства Санкт-Петербурга, 2014)
- Гранд-премия «КиноВатсон» (Россия, посмертно, 2008)[17].

## Творчество
Голос певца — лирический баритон большого диапазона, с блестящими мощными верхними нотами, красивого мягкого тембра. Покорял слушателей спокойной, очень благородной академической манерой пения, большим чувством достоинства, безупречным вкусом, особой манерой произношения. Очень хорошо владел русским языком, но в его речи был лёгкий акцент, придававший пению особое очарование. При всей своей невозмутимости был очень обаятелен, демонстрировал чувство юмора там, где это было уместно.

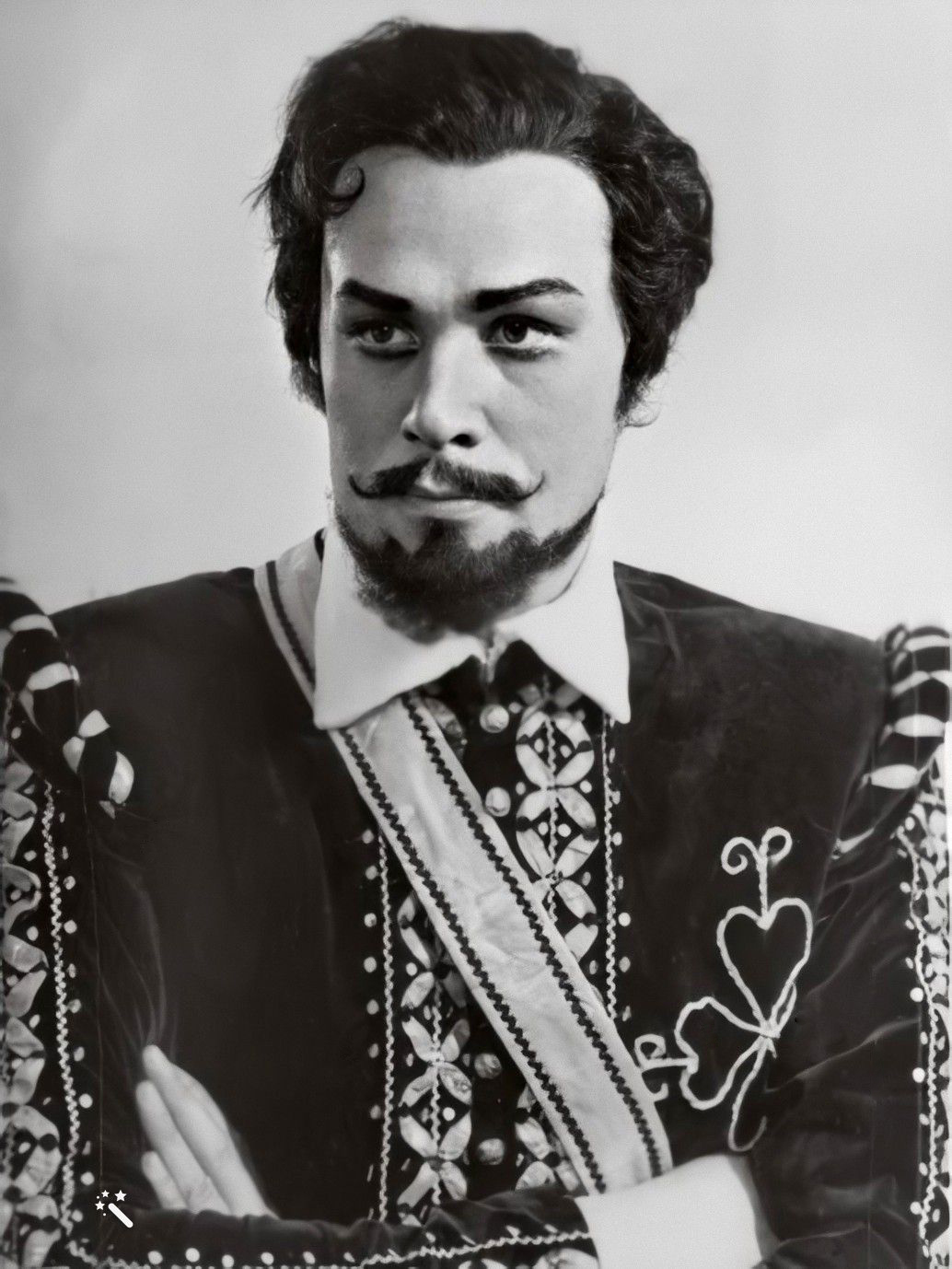
Георг Отс в роли Дон Жуана в одноимённой опере В. А. Моцарта, 1952 год

Певец работал в разных жанрах с большим успехом. Кроме баритоновых оперных партий, с блеском исполнял опереточные. Особую популярность ему принесла роль Мистера Икс в фильме «Мистер Икс» (СССР, 1958) — экранизации оперетты Имре Кальмана «Принцесса цирка». Отс показал своего героя Этьена Вердье личностью безукоризненной чести, достоинства, мужества, аристократом духа, человеком тонкой и романтичной душевной организации. Фильм имел огромный успех, после его выхода ария «Мистера Икс», первоначально предназначенная для тенора, стала распространённой у певцов-баритонов, а оперетта И. Кальмана «Принцесса цирка» вошла в репертуары практически всех музыкально-драматических театров СССР.
На эстраде с успехом исполнял песни военно-героической тематики композиторов Э. С. Колмановского и А. П. Долуханяна. Одна из известнейших его песен — «Хотят ли русские войны» (Э. С. Колмановского и Е. А. Евтушенко). Изящно и доверительно пел лирические песни Э. С. Колмановского, М. И. Блантера, Б. А. Мокроусова, В. П. Соловьёва-Седого и др. Кроме того, имел обширный камерный репертуар. Пел на 20 языках. Помимо русского, эстонского, немецкого, финского, французского и итальянского, которыми он владел, пел на украинском, литовском, латышском, татарском, армянском, молдавском, сербохорватском, албанском, венгерском, румынском, испанском, английском, монгольском и других языках.
Песня «Сааремааский вальс» (Saaremaa valss) композитора Р. Валгре является самой популярной и любимой из исполнявшихся певцом на эстонском и финском языках. Уже после восстановления государственной независимости Эстонии в 1991 году и последовавшим за этим отвержением всего советского, популярности песне не убавило присутствие в ней строчки «…ты молоденький воин с золотою звездой» («…kuldtärniga nooruke sõjamees sa.») — песня продолжает звучать в радиоэфире и телевизионных передачах.
Личная скромность, благородство, элегантность и изящество певца были настолько искренними, что ни при его жизни, ни после смерти не появилось ни одной издевательской пародии на него.
Иногда выступал в дуэте со своим отцом Карлом Отсом, который обладал крепким звонким драматическим тенором, звучавшим свежо и мощно даже в преклонном возрасте. Голоса отца и сына хорошо сочетались по тембру.

### Оперные партии
- 1944 — «Евгений Онегин» П. И. Чайковского — Зарецкий
- 1945, 1949, 1963 — «Мадам Баттерфляй» Дж. Пуччини — Шарплесс
- 1945, 1948 — «Огни мщения» Э. А. Каппа — Вассал
- 1946 — «Паяцы» Р. Леонкавалло — Сильвио
- 1946 — «Пюхаярв» Г. Г. Эрнесакса — поручик Коля
- 1947 — «Кармен» Ж. Бизе — сержант Моралес
- 1947 — «Дон Паскуале» Г. Доницетти — Малатеста
- 1949 — «Фауст» Ш. Гуно — Валентин
- 1949 — «Евгений Онегин» П. И. Чайковского — Евгений Онегин
- 1949 — «Берег бурь» Г. Г. Эрнесакса — Петров
- 1950, 1974 — «Травиата» Дж. Верди — Жермон
- 1951 — «Лакме» Л. Делиба — Фредерик
- 1951 — «Молодая гвардия» Ю. С. Мейтуса — Олег Кошевой
- 1952 — «Дон Жуан» В. А. Моцарта — Дон Жуан
- 1952 — «Борис Годунов» М. П. Мусоргского — Андрей Щелкалов
- 1953 — «Кето и Котэ» В. И. Долидзе — Леван
- 1953, 1962 — «Демон» А. Г. Рубинштейна — Демон
- 1954 — «Паяцы» Р. Леонкавалло — Тонио
- 1955 — «Рука об руку» Г. Г. Эрнесакса — Тоомас
- 1955 — «Кармен» Ж. Бизе — Эскамильо
- 1956 — «Огни мщения» Э. А. Каппа — Вамбо
- 1957 — «Пиковая дама» П. И. Чайковского — Елецкий
- 1958 — «Свадьба Фигаро» В. А. Моцарта — Фигаро
- 1959 — «Манон Леско» Дж. Пуччини — Леско
- 1960 — «Франческа да Римини» С. В. Рахманинова — Ланчотто Малатеста
- 1961 — «Бал-маскарад» Дж. Верди — Ренато
- 1961 — «Лембиту» В. Х. Каппа — Меэлис
- 1961 — «Иоланта» П. И. Чайковского — Роберто
- 1962 — «Богема» Дж. Пуччини — Марсель
- 1962 — «Украденное счастье» Ю. С. Мейтуса — Михайло Гурман
- 1963 — «Отелло» Дж. Верди — Яго
- 1964 — «Волшебная флейта» В. А. Моцарта — Папагено
- 1964 — «Аида» Дж. Верди — Амонасро
- 1966 — «Порги и Бесс» Дж. Гершвина — Порги
- 1967 — «Повесть о настоящем человеке» С. С. Прокофьева — Алексей Маресьев
- 1968 — «Риголетто» Дж. Верди — Риголетто
- 1969 — «Джоконда» А. Понкьелли — Барнаба
- 1969 — «Викерцы» Э. Аава — Олав
- 1970 — «Кола Брюньон» Д. Б. Кабалевского — Кола
- 1971 — «Дон Карлос» Дж. Верди — Родриго
- 1972 — «Джанни Скикки» Дж. Пуччини — Джанни Скикки

### Опереточные партии
- 1945 — «Фиалка Монмартра» И. Кальмана — Анри Мюрже
- 1945 — «Три мушкетёра» Р. Фримля — Д’Артаньян
- 1946, 1963 — «Песня пустыни» З. Ромберга — Пьер-Красная тень
- 1948 — «Цыганский барон» И. Штрауса — Шандор Баринкай
- 1949 — «Великий скрипач» Ф. Легара — Николо Мартинелли
- 1949 — «Перикола» («Птички певчие») Ж. Оффенбаха — Дон Андреас
- 1949 — «Вольный ветер» И. О. Дунаевского — Марко, Стефан
- 1949 — «Беспокойное счастье» Ю. С. Милютина — Андрей Балашов
- 1950 — «Роз-Мари» Р. Фримля — Джим Кеньон
- 1955 — «Весёлая вдова» Ф. Легара — Данило
- 1955 — «Румму Юри» Э. Арро и Л. Нормета — Румму Юри
- 1958 — «Где-то на юге» Э. Кеменьи — Дьердь Петери
- 1959 — «Оперный бал» Р. Хойбергера — Поль Обье
- 1959 — «Баядера» И. Кальмана — Раджами
- 1959 — «Марица» И. Кальмана — Тасилло
- 1964 — «Принцесса цирка» И. Кальмана — мистер Икс
- 1966 — «Целуй меня, Кэт!» К. Портера — Фред Грэхем
- 1971 — «Человек из Ламанчи» на музыку М. Ли — Дон Кихот, Сервантес

### Фильмография

#### Актёр
- 1951 — Свет в Коорди — Пауль Рунге
- 1955 — Когда наступает вечер (фильм-концерт)
- 1958 — Мистер Икс (по сюжету оперетты И. Кальмана) — Этьен Вердье
- 1959 — В этот праздничный вечер (музыкальный фильм)
- 1960 — День, полный песни (короткометражный) — певец
- 1960 — Демон (фильм-опера) — Демон
- 1961 — Друг песни (музыкальный фильм)
- 1961 — Случайная встреча — Рейн Лайго
- 1962 — Голубой огонёк-1962 (фильм-спектакль) — певец
- 1964 — Голубой огонёк-1964 (фильм-спектакль) — певец
- 1964 — Возвращённая музыка — певец
- 1964 — Когда песня не кончается (фильм-концерт) — певец
- 1969 — Похищение (фильм-концерт) — камео
- 1969 — В. А. Моцарт… Г. Отс (фильм-концерт)
- 1970 — Между тремя поветриями — Бальтазар Руссов
- 1974 — Кола Брюньон (фильм-опера, на музыку Д. Кабалевского) — Кола Брюньон

#### Вокал
- 1959 — Озорные повороты
- 1969 — Последняя реликвия (песни к фильму)
- 1972 — Личная ответственность (документальный)

#### Архивные кадры
- 2006 — Георг Отс (из цикла «Как уходили кумиры») (документальный)
- 2009 — Спасти себя. Лариса Мондрус (документальный) — певец

## Фильмы о Георге Отсе
- «Советская песня. Георг Отс» (документальный) (1969, реж. Астрид Лепа, Eesti Telefilm)[19].
- «В. А. Моцарт… Георг Отс» (документальный) (1969, реж. Астрид Лепа, Eesti Telefilm)[20].
- «Георг Отс и советская песня» (документальный) (1975, реж. Ирене Ляэн, Eesti Telefilm)[21].
- «Георг Отс и оперетта» (документальный) (1976, реж. Эйно Тандре, Eesti Telefilm)[22].
- «Рыцарь музыки» / «Muusika rüütel» (документальный) (1976, реж. М. Пыльдре)[23].
- «Человек без маски. Георг Отс» (документальный) (Телеканал «Россия», 2006, режиссёры Н. Брусенцев, В. Водынски, С. Костин).
- Георг. Рассказ жены баритона (художественный) (Россия, Эстония, Финляндия, 2007, реж. П. Симм)[24].

## Память
- Именем певца названы:

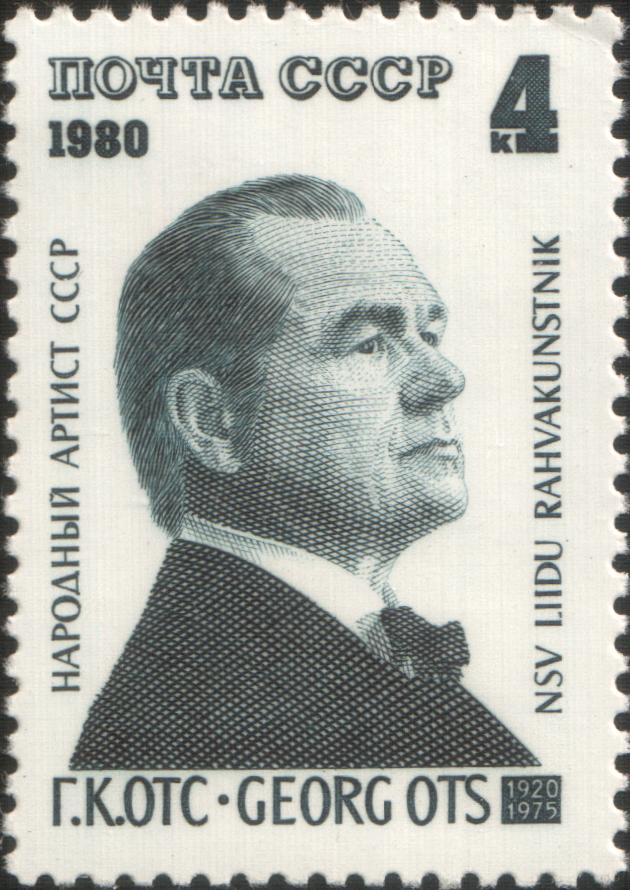
Почтовая марка СССР, 1980 год: Народный артист СССР Г. К. Отс.

- Улица в центре Таллина, на которой расположены Эстонский драматический театр и Национальная опера «Эстония».
- Улица в Кривом Роге.
- Улица в селе Вамбалы Зырянского района Томской области, Россия.
- Таллинское музыкальное училище.
- Пассажирское судно «Георг Отс», курсировавшее в 1980—2000 годы между Таллином и Хельсинки, а с 2002 года — между Санкт-Петербургом и Калининградом. С 2010 года пассажирский паром «Георг Отс» приписан к порту Владивостока.
- Малая планета (3738) Отс, открытая астрономом Крымской астрофизической обсерватории Н. С. Черных 19 августа 1977 года.
- Спа-отель в Курессааре на эстонском острове Сааремаа.
- Один из рейсовых автобусов компании «ПТК», работающий на маршруте Санкт-Петербург—Таллин.

- На доме № 5 на бульваре Каарли в Таллине, где жил певец, установлена мемориальная доска и барельеф.
- Выпущена памятная медаль Георга Отса (художник В. Куйк) (существует всего 25 экземпляров)[26].
- В 1975 году учреждена премия имени Г. Отса.
- Сквер в Санкт-Петербурге, на углу Большой Пороховской улицы и Среднеохтинского проспекта, (сквер Г. Отса учреждён в ноябре 2019 года по представлению Всемирного клуба петербуржцев. Автором и вдохновителем идеи, действительным членом Всемирного клуба петербуржцев и Русского географического общества Владимиром Дервеневым был найден безымянный сквер, что находится в 150 м от места где стоял дом, в котором жила семья Отсов и были подготовлены все документы, на основании которых было принято решение о присвоении имени певца этом скверу)[27].
- К 60-летию со дня рождения певца государственное предприятие «Эстонская почта» выпустило специальный комплект почтовых марок, а Национальная опера «Эстония» в сотрудничестве с Эстонской общественной телерадиовещательной корпорацией подготовила DVD «Георг Отс — легенда Эстонии».
- В детской школе искусств № 11 в Москве (улица Паустовского, дом 5 к. 3) установлен бюст певца.

В апреле 2020 года был определён победитель повторно объявленного конкурса идей на памятник Георгу Отсу в Таллине. Выиграла работа «Муза», авторы: скульпторы Ильме и Рихо Кулд, ландшафтный архитектор Кристофер Сооп и архитектор Отт Алвер. Место по установке памятника к этому времени уже было определено: перед театром «Эстония», в котором работал артист. Рядом находятся улица Георга Отса и музыкальная школа его имени, таким образом, в центре города должен появиться «Квартал памяти Георга Отса». Памятник планировалось открыть в том же году, к 100-летию со дня рождения Георга Отса. Однако, воплощению этого проекта в жизнь помешала неопределенность, возникшая из-за коронакризиса, а также критика победившего проекта со стороны горожан.